# Port lotniczy Bayreuth
Verkehrslandeplatz Bayreuth (IATA: BYU, ICAO: EDQD) – lotnisko położone 10 km na północny wschód od Bayreuth, w kraju związkowym Bawaria, w Niemczech.